# Gewog di Lungnyi
Il gewog di Lungnyi è uno dei dieci raggruppamenti di villaggi del distretto di Paro, nella regione Occidentale, in Bhutan.